# Эаурипик
Эа́урипик (англ. Eauripik) — атолл в Тихом океане в архипелаге Каролинские острова. Является частью Федеративных Штатов Микронезии и административно входит в состав штата Яп.

## География
Эаурипик расположен в 108 км к юго-западу от острова Волеаи в западной части Каролинских островов. Является самым южным островом штата Яп. Ближайший материк, Азия, расположен в 3100 км.
Эаурипик представляет собой небольшой атолл, длина которого составляет 11 км, а ширина — до 3 км. Окружён коралловым рифом. В центре атолла расположена лагуна. Площадь острова, состоящего из шести моту (их число подвержено изменению ввиду возможного разрушения в результате циклонов), составляет 0,2 км². Растительность типичная для других атоллов Тихого океана.
| № | Остров (русск.)  | Остров (ориг) | Площадь, Га | Направление | Координаты                      |
| - | ---------------- | ------------- | ----------- | ----------- | ------------------------------- |
| 1 | Эдарепе          | Yaetalhiipiy  |             | Западный    | 6°41′20″ с. ш. 143°00′31″ в. д. |
| 2 | Элангкилеку      | Aelangakiit   |             | Южный       | 6°41′20″ с. ш. 143°03′36″ в. д. |
| 3 | Оао              | Oau           |             | Северный    | 6°42′12″ с. ш. 143°02′10″ в. д. |
| 4 | Бекефас          | Pigefash      |             | Южный       | 6°41′24″ с. ш. 143°03′36″ в. д. |
| 5 | Эаурипик         | Aurepik       |             | Восточный   | 6°41′14″ с. ш. 143°04′55″ в. д. |
| 6 | Ситенг           | Sitiing       |             | Восточный   | 6°41′05″ с. ш. 143°05′12″ в. д. |
|   | Эаурипик (атолл) | Kama Island   | 23,6        |             | 6°42′ с. ш. 143°03′ в. д.       |

Климат на Эаурипике влажный тропический. Случаются разрушительные циклоны.

## История
Европейским первооткрывателем острова, вероятно, является российский путешественник Федор Литке, проплывший мимо него 12 апреля 1828 года. В 1844 году остров посетил британский торговец Эндрю Чейни, который насчитал на Эаурипике около 100 жителей. Однако уже в 1864 году, после разрушительного тайфуна, им же на атолле было обнаружено всего 16 япцев. Тем не менее остров был повторно колонизирован, и в 1907 году на нём уже проживало 87 человек. Вероятно, основной причиной заселения Эаурипика стало изобилие в лагуне острова моллюсков рода Spondylus, раковины которых широко ценились на островах Яп.
В 1899 году Эаурипик, как и другие Каролинские острова, перешил под контроль Германской империи. После Первой мировой войны остров перешёл к Японии, став впоследствии частью Южного Тихоокеанского мандата. После окончания Второй мировой войны остров перешёл под контроль США и с 1947 года управлялся и был частью Подопечной территории Тихоокеанские острова. В 1979 году остров вошёл в состав Федеративных Штатов Микронезии.

## Население
В 2000 году на острове проживало 113 человек.

## Экономика
Основа экономики — сельское хозяйство (производство копры) и рыболовство.